# Attagenus stachi
Attagenus stachi es una especie de coleóptero de la familia Dermestidae.

## Distribución geográfica
Habita en Java y Sumatra (Indonesia).